# ジャマイカンズ
ジャマイカンズ（英: The Jamaicans）は、ジャマイカのスカ／ロックステディ／レゲエ・グループ。主にコーラス・グループ全盛期にシングル曲を多く残した。メンバーのトミー・コーワンはプロデューサーとしてイスラエル・ヴァイブレーションのアルバムなども手がけている。

## ディスコグラフィー

### コンピレーション・アルバム
- Baba Boom Time (1996), Jamaican Gold

### シングル
- "Things You Say You Love" (1967), トレジャー・アイル
- "Ba Ba Boom" (1967), トレジャー・アイル
- "Dedicated to You" (1967), Trojan
- "Peace and Love" (1968), トレジャー・アイル
- "Slow and Easy" (196?), トレジャー・アイル
- "Cool Night" (1968), Doctor Bird
- "Sing Freedom" (1970), Top Cat
- "Love Uprising" (1971), Dynamic Sounds
- "I Believe in Music" (1971), Jaguar
- "Take Warning" (197?), Jaguar
- "Mary" (1971), New Beat
- "Are You Sure" (1972), Dynamic Sounds
- "My Heart Just Keeps on Breaking" (1974), Dragon
- "Bad Man" (2000), Kingston 11
- "Chain Gang" (2012), Supreme